# خورشیدگرفتگی ۲۲ سپتامبر ۲۰۰۶
خورشیدگرفتگی ۲۲ سپتامبر ۲۰۰۶ (به انگلیسی: Solar eclipse of September 22, 2006) یک خورشیدگرفتگی از نوع خورشیدگرفتگی حلقه‌ای است. این خورشیدگرفتگی در تاریخ ۲۲ سپتامبر ۲۰۰۶ میلادی (‎۳۱ شهریور ۱۳۸۵ خورشیدی) روی داد که زمان اوج آن، ساعت ۱۱:۴۱:۱۶ به‌وقت ساعت هماهنگ جهانی بوده‌است. مدت زمان و طول این خورشیدگرفتگی ۷ دقیقه و ۹ ثانیه بود.